# Domitia Lepida

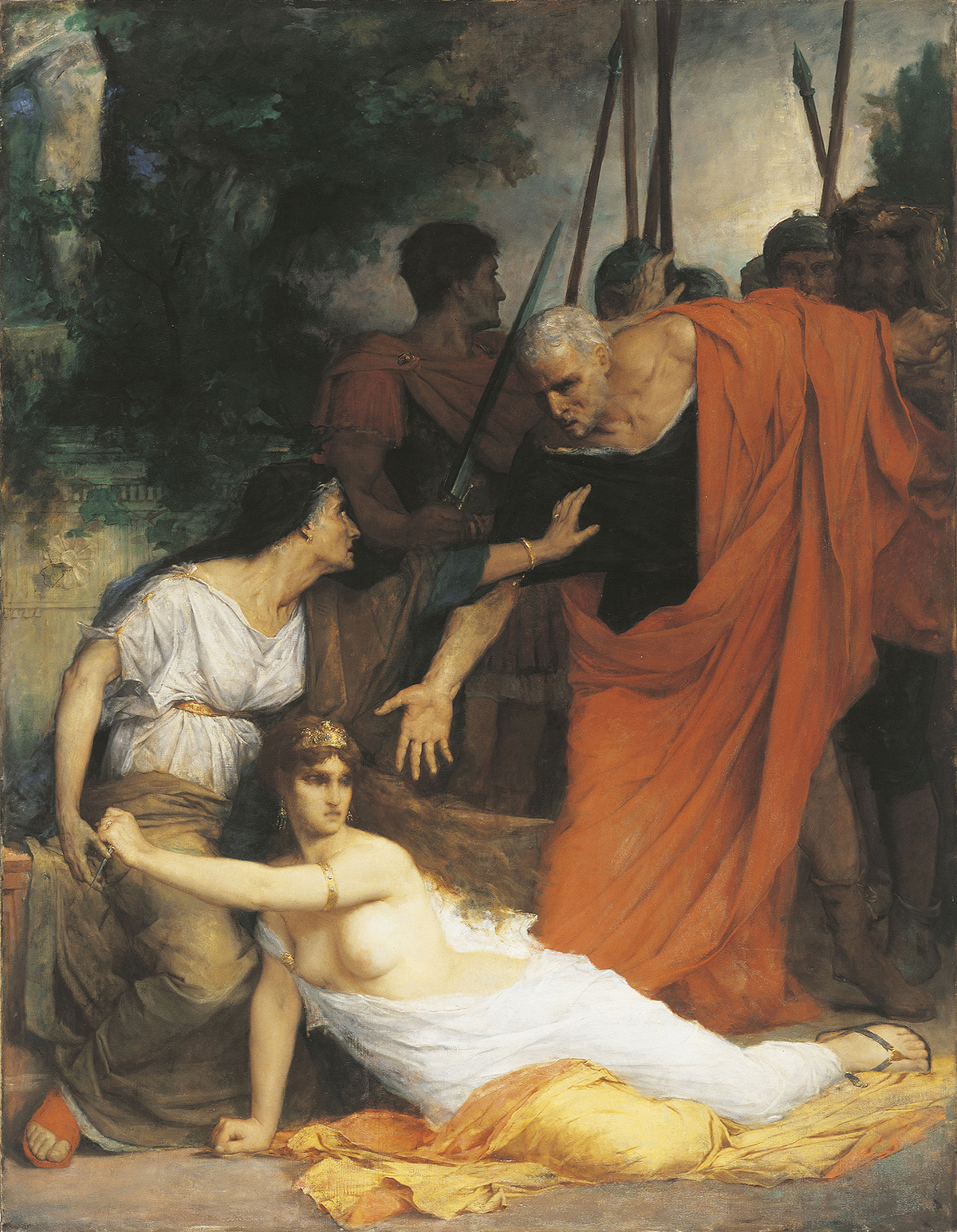
„Tod der Messalina“ – Ölbild von Fernand Lematte

Domitia Lepida (* um 5 n. Chr.; † 54 n. Chr.) war eine römische Patrizierin, deren Schicksal als Mutter von Valeria Messalina, der Ehefrau des Kaisers Claudius, Großmutter der Octavia und des Britannicus und Tante von Nero eng mit den Machtkämpfen im iulisch-claudischen Kaiserhaus verknüpft war.

## Leben

### Abstammung
Domitia Lepida gehörte zur engen Verwandtschaft des iulisch-claudischen Kaiserhauses. Sie wurde wohl um 5 n. Chr. als jüngere Tochter von Lucius Domitius Ahenobarbus, der 16 v. Chr. Konsul gewesen war, und Antonia Maior geboren. Ihre Mutter war eine Tochter von Marcus Antonius und Augustus’ Schwester Octavia.
Domitia Lepida hatte zwei ältere Geschwister. Ihr Bruder Gnaeus Domitius Ahenobarbus war mit der jüngeren Agrippina verheiratet und Vater des Kaisers Nero. Ihre Schwester Domitia war die Ehefrau von Gaius Sallustius Crispus Passienus, eines der reichsten Männer des römischen Reiches. Zur Unterscheidung von ihrer älteren Schwester trug sie das Cognomen Lepida, das sonst in der gens Aemilia vorkam und das möglicherweise an ihre Großmutter väterlicherseits Aemilia Lepida, die vermutlich eine Tochter oder Nichte des Triumvirn Marcus Aemilius Lepidus war, erinnern sollte.
Lepida wurde als schöne und einflussreiche Frau beschrieben und war wie ihre Schwester sehr reich. Sie besaß Ländereien in Kalabrien, Grundstücke in Fundi und Kornspeicher in Puteoli, in denen Getreide aus Ägypten auf seinem Weg nach Rom gelagert wurde. Tacitus bezeichnete sie auch als lasterhaft, eine Beschreibung, die sie allerdings mit fast allen Verwandten aus dem iulisch-claudischen Kaiserhaus teilte.

### Ehen und Kinder
Domitia Lepida war dreimal verheiratet. Von ihrem ersten Mann, ihrem Cousin Marcus Valerius Messala Barbatus hatte sie zwei Kinder: Einen Sohn und die Tochter Valeria Messalina, die um 39 n. Chr. den späteren Kaiser Claudius heiratete. Barbatus starb vermutlich noch im Jahr der Geburt seiner Tochter, also um 20 n. Chr.
Wenig später heiratete Domitia Faustus Cornelius Sulla, der 31 n. Chr. Suffektkonsul wurde. Ca. 22 n. Chr. wurde ihr Sohn Faustus Cornelius Sulla Felix geboren.
Anfang des Jahres 37 wurde Domitias Bruder Gnaeus Domitius Ahenobarbus, der Ehemann der jüngeren Agrippina, wegen „sittlichen Fehlverhaltens“ angeklagt. Man warf ihm vor, mit seiner jüngeren Schwester Domitia Lepida Inzest betrieben zu haben. Da Tiberius jedoch schon im März starb, wurde der Fall nicht weiter verfolgt. Als Caligula 39 seine Schwester Agrippina verbannte und Ahenobarbus kurz darauf starb, wurde Domitia die Erziehung deren Sohnes, ihres Neffen, des späteren Kaisers Nero, anvertraut. Laut Sueton soll sie seine Erziehung einem Tänzer und einem Barbier überlassen haben.
Als ihr Schwiegersohn Claudius im Januar 41 die Regierung übernahm, heiratete Domitia Lepida noch im selben Monat ihren dritten Ehemann Gaius Appius Iunius Silanus, der 28 n. Chr. Konsul gewesen war. Silanus wurde aus Spanien zurückberufen, wo er drei Legionen kommandiert hatte. Er war ebenfalls eng verwandt mit den Claudiern und sollte durch die Hochzeit mit der Mutter der Kaiserin vermutlich noch enger mit dem Kaiser verbunden werden, vielleicht sogar als möglicher Nachfolger, denn Claudius hatte noch keinen Sohn (Britannicus wurde erst einen Monat später geboren). Ob Faustus Cornelius Sulla bereits verstorben war oder ob Domitia sich von ihm scheiden ließ, ist nicht bekannt. Domitias Schwester wurde jedenfalls von dem neuen Kaiser gezwungen, sich scheiden zu lassen, damit die inzwischen verwitwete Agrippina nach der Rückkehr aus dem Exil den reichen Passienus heiraten konnte.
Schon 42 n. Chr. ließ Claudius ihren Mann Silanus auf Anregung des Narcissus, seines freigelassenen obersten Kanzleibeamten und Vertrauten der Kaiserin, ohne Gerichtsurteil hinrichten, angeblich weil Narcissus und Messalina beide geträumt hatten, Silanus wolle den Kaiser ermorden. Domitia brach daraufhin mit ihrer Tochter.
47 n. Chr. heiratete Domitias Sohn Faustus Cornelius die Tochter des Sulla Felix Claudius, Claudia Antonia. Durch diese Ehe wurde Domitias verwandtschaftliche Verbindung zur Kaiserfamilie noch enger, als sie es als Schwiegermutter des Kaisers und Großmutter von Octavia und Britannicus ohnehin schon war.
48 n. Chr. fiel Messalina in Ungnade, nachdem sie in Claudius’ Abwesenheit (angeblich) eine zweite Ehe eingegangen war. Auf Betreiben von Narcissus wurde sie hingerichtet. Obwohl Domitia Lepida mit ihrer Tochter wohl kein besonders inniges Verhältnis pflegte, stand sie ihr laut Tacitus in der letzten Stunde zur Seite.
Im folgenden Jahr wurde Domitias frühere, zum zweiten Mal verwitwete Schwägerin Agrippina Claudius’ nächste Frau. Trotz Narcissus’ Intervention veranlasste sie 54 n. Chr. Domitias Hinrichtung. Die offizielle Anklage lautete Zauberei und Gefährdung des Friedens in Italien durch die große Menge an Sklaven auf ihren Gütern. Vermutlich sah Agrippina in der Großmutter von Claudius’ leiblichem Sohn wie in zahlreichen anderen nahen Verwandten eine Gefahr für den Aufstieg ihres Sohnes, der als Claudius’ Adoptiv- und seit 53 auch Schwiegersohn als Thronfolger galt. Zudem befürchtete sie Domitia Lepidas Einfluss auf Nero, der während Agrippinas Verbannung 39 bis 41 in deren Obhut gewesen war. Auch nach Domitias Tod hatte ihr Freigelassener, der Schauspieler Lucius Domitius Paris, großen Einfluss auf Nero.